# Agence de développement de la culture kanak
L'Agence de développement de la culture kanak (ADCK) est un établissement public à caractère administratif néo-calédonien qui assure depuis 1989, date de sa création à la suite de la signature des accords de Matignon-Oudinot, la mise en valeur et la promotion de la culture kanak de Nouvelle-Calédonie.
Ses missions sont :
- de rechercher, collecter, valoriser et promouvoir le patrimoine culturel kanak ;
- de mettre en œuvre et développer la création artistique kanak ;
- de susciter l’émergence de pratiques et de références culturelles communes à la Nouvelle-Calédonie ;
- d’être un pôle de rayonnement et d’échanges régionaux et internationaux

Le Centre culturel Tjibaou est l'outil privilégié de l'agence. Il est le lieu d'affirmation identitaire et un espace de rencontre et de création culturelle.
Depuis le transfert au gouvernement de la Nouvelle-Calédonie l'établissement se nomme officiellement : Agence de développement de la culture kanak - centre culturel Tjibaou.

## Organisation

### Direction
De sa création jusqu'au 21 août 2012 (date du transfert à la Nouvelle-Calédonie) Marie-Claude Tjibaou, veuve du dirigeant historique du mouvement indépendantiste et identitaire kanak Jean-Marie Tjibaou, en a été la présidente du conseil d'administration. Le jour de la signature de la convention entre l'État et la Nouvelle-Calédonie fixant les modalités du transfert de l'agence du premier à la seconde, le conseil d'administration a élu pour nouveau président le journaliste Wallès Kotra, alors directeur régional de Nouvelle-Calédonie La Première, tandis qu'une fonction de vice-président est créée et confiée à l'élue de l'Avenir ensemble Isabelle Ohlen.
Les directeurs successifs ont été :
1. 1989 - 2006 : Octave Togna (militant UC, fondateur de la station indépendantiste Radio Djiido)
2. 2006 - 2011 : Emmanuel Kasarhérou (conservateur en chef du patrimoine, précédemment directeur du musée de Nouvelle-Calédonie)
3. 2011 - 2022 : Emmanuel Tjibaou (fils de Jean-Marie et Marie-Claude Tjibaou, linguiste en langues kanak)
4. 2022 - 2023 : Sonia Togna (ancienne chargée d’action au développement des publics de l'ADCK, présidente-fondatrice de l'Union des femmes francophones d'Océanie)
5. depuis 2023 : Marie-Laure Vama

### Administration
L'administration de l'ADCK-CCT comprend un secrétariat général (dirigé par le secrétaire général, actuellement Ashley Vindin, et comprenant notamment le service financier), un service informatique et des télécommunications (SIT, dont le responsable est Fabrice Mosca), et 7 départements :
- Département technique qui veille à l’entretien et à la préservation du bâtiment et des jardins du Centre culturel Tjibaou (responsable : Dania Schavits),
- Département communication (responsable : Emmanuel Berthelin),
- Département accueil et jeune public (DAJP) chargé de sensibiliser et de faire découvrir aux différents publics la culture kanak à travers des visites, des animations culturelles et artistiques (responsable : Aude-Christelle Konyi),
- Département spectacle (responsable : Hassan Xulue),
- Département de la médiathèque (responsable : Manuel Castejon),
- Département des arts plastiques et des expositions (DAPEX, responsable : Pétélo Tuilalo),
- Département recherche et patrimoine (DRP) conduit des programmes de recherche sur la culture kanak, notamment dans le domaine du patrimoine culturel kanak intangible comme la tradition et la littérature orale (responsable : Emmanuel Tjibaou).